# Acontiophorus ushuaiensis
Acontiophorus ushuaiensis is een eenoogkreeftjessoort uit de familie van de Asterocheridae. De wetenschappelijke naam van de soort is voor het eerst geldig gepubliceerd in 2001 door Johnsson.